# Samantha
Samantha es un nombre de mujer que puede haberse originado en el siglo XVIII en Norteamérica, aunque hay registros de su aparición en Inglaterra en 1633 en la región de Newton Regis, Warwickshire. También hay registros del siglo XVIII. La especulación (sin evidencia) sugiere un origen procedente del nombre masculino Samuel y anthos, la palabra griega para "flores".
Se mantuvo como un nombre poco frecuente hasta la publicación, empezada en 1873, de una serie de novelas de Marietta Holley en la que figuraban las aventuras de una chica llamada Samantha, mujer de Josiah Allen. Esto incrementó su popularidad, por lo que el nombre entró en el ranking de los 1000 nombres de pila femeninos más frecuentes de Estados Unidos en 1880.
El nombre cayó en desuso en Estados Unidos la primera mitad del siglo XX, para luego reaparecer en el top 1.000 nombres para niñas en 1958, en 998.ª posición. En 1959 quedó en el puesto n.º 993. No volvió a entrar en la lista hasta 1964, cuando reapareció en el 472.° puesto y escaló otros 293 puestos hasta el 179.° en 1965. La popularidad del nombre coincidió con el debut de la serie de televisión Bewitched, que tenía por protagonista a la joven Samantha Stephens.
El nombre continuó siendo popular durante los años 60. Se posicionó dentro del top 200 nombres para niñas entre 1965 y 1975, y dentro del top 100 a partir de 1976. Se mantuvo entre los 10 nombres más populares para las niñas nacidas en Estados Unidos entre 1988 y 2006. Fue el 15.° nombre más popular entre las recién nacidas estadounidenses en 2009.
En Sri Lanka, Samantha es un nombre masculino, siendo una de las formas del dios Saman. No tiene ninguna conexión con la versión femenina.

## Variantes en otros idiomas
- Albanés: Samanta, Samantha
- Árabe: سامانثا (Samantha)
- Armenio: Սամանթա (Samant'ha), Սամանտա (Samantha)
- Bielorruso: Саманта (Samanta)
- Búlgaro: Саманта (Samanta)
- Chino: 萨曼莎 (Sàmànshā)
- Chino tradicional: 薩曼莎 (Sàmànshā)
- Neerlandés: Samantha
- Esperanto: Samantha
- Francés: Samantha
- Alemán: Samantha
- Griego: Σαμάνθα (Samántha)
- Gujarati: સમન્તા (Samantā)
- Hebreo: סמנתה
- Hindi: सामन्था (Sāmanthā)
- Húngaro: Szamanta
- Italiano: Samantha
- Japonés: サマンサ (Samansa)

- Jemer: សុមន្ថា (Somontha)
- Kannada: ಸಮಂತಾ (Samanthā)

- Coreano: 사만다 (Samanda)
- Letón: Samanta
- Mongolo: Саманта (Samantha)
- Persa: سامانتا (Samantha)
- Suajili: Samandha
- Ruso: Саманта (Samanta)
- Serbio: Саманта (Samanta)
- Español: Samantha
- Tamil: சமந்தா (Camantā)
- Telugu: సమంతా (Samantā)
- Tailandés: ซาแมนต้า (Sāmænt̂hā)
- Ucraniano: Саманта (Samanta)
- Urdu: سامنتھا (Samantha)
- Yidis: סאַמאַנטהאַ (Sʼamʼanthʼa)